# Impulsa TDT
Impulsa TDT, era el nombre comercial de la Asociación para la Implantación y el Desarrollo de la Televisión Digital Terrestre en España, constituida a finales de 2005 por radiodifusores públicos y privado de ámbito nacional y autonómico y el principal operador de la red de difusión, con la finalidad de promover la televisión digital terrestre (TDT) y el proceso de transición hacia la TDT en España, en colaboración, directa y permanente, con la Administración del Estado así como con las Administraciones Públicas de ámbito autonómico y local. 
En este sentido, el 7 de junio de 2006, Impulsa TDT firmó el primero de varios convenios de colaboración con el Ministerio de Industria Turismo y Comercio con el objeto de establecer un marco que permitiera la ejecución de actuaciones conjuntas o coordinadas para el impulso de la Televisión Digital Terrestre en España.
En resumen, sus principales objetivos eran:
- Promover la transición por parte de los ciudadanos a la TDT.
- Proporcionar a los ciudadanos información completa sobre la TDT y la situación en que se encuentra.
- Representar los intereses comunes de sus miembros ante cualquier instancia nacional, comunitaria o internacional, de carácter político, administrativo o judicial. Así como contactar con el resto de agentes involucrados en la transición.
- Colaborar con el ministerio de industria para hacer un seguimiento del Plan de Transicición a la TDT.
- Ofrecer la Programación TV Archivado el 17 de enero de 2013 en Wayback Machine. de los canales de la televisión española.

Impulsa TDT incluía en su Portal Impulsa TDT el Observatorio de la TDT de España Observatorio TDT, con el seguimiento pormenorizado de diferentes indicadores del avance del proceso de implantación de la TDT en España.
Cumplidos a plena satisfacción los objetivos perseguidos y tras el cese de las emisiones analógicas de televisión y la implantación total de la TDT en todo el territorio nacional en la primavera de 2010, los miembros de la asociación determinaron su liquidación. 
- Datos: Q5914633